# Sabine Anemüller
Sabine Anemüller (* 19. September 1963 in Oberhausen) ist eine deutsche Politikerin (SPD) und Bürgermeisterin der Stadt Viersen in Nordrhein-Westfalen. 

## Leben
Nach dem Schulbesuch in ihrer Heimatstadt absolvierte Anemüller eine kaufmännische Ausbildung. Danach studierte sie an der Universität Duisburg-Essen Volkswirtschaft und Betriebswirtschaft. Das Studium schloss sie als Diplom-Ökonomin ab. Anschließend war sie einige Jahre in  der Privatwirtschaft tätig. Daran schloss sich eine 20-jährige Tätigkeit bei der Stadtverwaltung Duisburg im Bereich Finanzen, Bildung und Jugend an.
Mit ihren zwei Töchtern und ihrem früh verstorbenen Ehemann lebte sie auch in Duisburg. Mit ihrem neuen Lebenspartner zog sie in dessen Heimatort nach Viersen.

## Politik
Sabine Anemüller zog im Jahr 2014 in den Stadtrat von Viersen ein. Bei der Kommunalwahl 2015 gewann sie mit 62,06 % der Stimmen bei einer Stichwahl am 27. September 2015 gegen ihren Mitbewerber Paul Schrömbges (CDU) und trat damit die Nachfolge von Günter Thönnessen (ebenfalls SPD) an. Bei der Stichwahl zur Bürgermeisterwahl 2020 verteidigte Anemüller knapp ihr Amt gegen den Herausforderer Christoph Hopp (CDU) mit 50,81 %
Sabine Anemüller wies Ende Juli 2023 die Ausländerbehörde der Stadt Viersen an, die Abschiebehaft eines aus Polen nach Deutschland geflüchteten Ehepaars, das ursprünglich aus dem Irak stammt, zu beenden. Vor Anemüllers Anweisung hatte das Verwaltungsgericht Düsseldorf einen Eilantrag gegen die Dublin-Abschiebung zurück nach Polen eigentlich abgelehnt. Evangelische Aktivisten hatten die Kurden in einem Kirchenasyl der Kirchengemeinde  Nettetal-Lobberich untergebracht, das von den Behörden am 10. Juli 2023 beendet worden war. Das Asylverfahren muss nun in Deutschland durchgeführt werden.